# Flagge Bohusläns
Die offizielle Flagge Bohusläns (schwedisch Bohusläns flagga) ist ein quadratischer Wappenbanner mit dem Wappen der schwedischen Provinz Bohuslän als Motiv.
Blasonierung: Auf silbernem Grund befindet sich eine rote Burg mit rotem Turm und zwei goldenen Pforten, die schwarze Scharniere und Schlösser haben. Links davon ist ein blaues Schwert abgebildet und auf der rechten Seite lehnt an der Burg ein blauer Löwe mit goldtingierter Bewehrung.
Das Wappen von 1660 entsprach dem alten Wappen der Stadt Kungälv. Die Burg repräsentiert die Festung Bohus gegenüber der Stadt. Der Löwe mit Schwert stammt vermutlich vom Staatswappen Norwegens, zu dem Bohuslän bis 1658 gehörte.

## Inoffizielle Flagge
Daneben gibt es eine inoffizielle Version der Flagge Bohusläns, die sich an die skandinavischen Kreuzflaggen anlehnt, wie man sie überwiegend in den nordischen Ländern findet.
Der obere hellblaue und der untere dunkelblaue Grund sind durch ein rotes Kreuz voneinander getrennt. Die Blautöne stehen für den Himmel und das Meer. Die Farbe des roten Kreuzes symbolisiert als Zeugnis der vorzeitlichen Steinindustrie Granit.
Die Flagge wurde von einem Fischhändler aus Grebbestad in der Gemeinde Tanum entworfen und ist seit 1996 in Gebrauch. Bei dieser Flagge wird kritisiert, dass der zweifarbige Hintergrund irritiert, sie eher an die Flagge Islands erinnert und nicht der heraldischen Regel folgt, nach der „heraldische Farben“ durch ein „Metall“ (weiß oder gelb) voneinander getrennt sein sollen.
Um die historische Verbundenheit mit dem Nachbarland Norwegen zu demonstrieren, entstand deshalb ein weiterer Entwurf, der eine Mischung aus der Flagge Norwegens und Schwedens darstellt. Auf rotem Grund befindet sich dort ein gelbes Kreuz, das mit einem blauen Kreuz belegt ist. Damit entspricht dieser Entwurf der später vorgeschlagenen Flagge der Orkneyinseln aus dem Jahr 2007.

Inoffizielle Flagge Bohusläns
Ein alternativer Entwurf entspricht der Flagge der Orkneyinseln.